# الجامعة التونسية للشطرنج
الجامعة التونسية للشطرنج (بالفرنسية: Fédération tunisienne des échecs)‏ هي جامعة رياضية تونسية تأسست في 1957، تشرف على لعبة الشطرنج في تونس.

## أهداف
تهدف الجامعة إلى:
- تنظيم وتطوير ومراقبة ممارسة لعبة الشطرنج بمختلف أشكالها على التراب التونسي.
- إدارة وتنسيق أنشطة الجمعيات التي تضم الأعضاء الممارسين للشطرنج بمختلف أشكالها.
- الدفاع عن مصالح لعبة الشطرنج في تونس.

## المسيرون
- الرئيس: سفيان المجدوب
- نائب الرئيس:محمد الزين
- أمين مال:عبد المجيد رجب
- الأعضاء:أحمد عبد المؤمن
- الأمين العام:عصام العلوي

## عضوية
وهي عضو بالاتحاد الدولي للشطرنج ، الاتحاد الافريقي للشطرنج والاتحاد العربي للشطرنج.

## مقالات ذات صلة
- شطرنج
- قوانين الشطرنج

## وصلة خارجية
- الموقع الرسمي للجامعة التونسية للشطرنج.